# Jon Wellner
Jon Wellner (Evanston, 11 luglio 1975) è un attore statunitense.

## Biografia
Nato a Evanston, Illinois, prende parte a numerosissime serie televisive di successo  ma il successo arriva nel 2005 con il ruolo di Henry Andrews nella serie CSI - Scena del crimine.

## Filmografia

### Cinema
- Grad Night - regia di Michael T. Fitzgerald Jr. (2006)
- Ocean's Thirteen - regia di Steven Soderbergh (2007)
- Un'impresa da Dio - regia di Tom Shadyac (2007)

### Televisione
- Becker - Serie TV (2001)
- Una mamma per amica - Serie TV (2001)
- Surviving Gilligan's Island: The Incredibly True Story of the Longest Three Hour Tour in History - Film TV (2001)
- The King of Queens - Serie TV (2001)
- Thieves - Serie TV (2001)
- Providence - Serie TV (2002)
- The Court - Serie TV (2002)
- Prima o poi divorzio! - Serie TV (2003)
- Giudice Amy - Serie TV (2005)
- NCIS - Unità anticrimine - Serie TV (2005)
- Life on a Stick - Serie TV (2005)
- Raven - Serie TV (2005)
- Courting Alex - Serie TV (2005)
- Vanished - Serie TV (2006)
- Twenty Questions - Film TV (2006)
- What News - Film TV (2007)
- Bones - Serie TV (2008)
- Drop Dead Diva - Serie TV (2011)
- Major Crimes – serie TV, episodio 1x07 (2012)
- CSI - Scena del crimine - serie TV, 104 episodi (2005-2015)
- Immortality (CSI: Immortality), regia di Louis Milito - film TV (2015)

## Doppiatori italiani
Nelle versioni in italiano delle opere in cui ha recitato, Jon Wellner è stato doppiato da:
- Francesco Pezzulli in NCIS - Unità anticrimine[1]
- Alessandro Quarta in CSI - Scena del crimine (ep. 5x14)[2]
- Marco Baroni in CSI - Scena del crimine (ep. 5x23)[2]
- Fabrizio Picconi in CSI - Scena del crimine (st. 6-15)[2]
- David Chevalier in Bones
- Marco Bassetti in Major Crimes